# Peter Saville

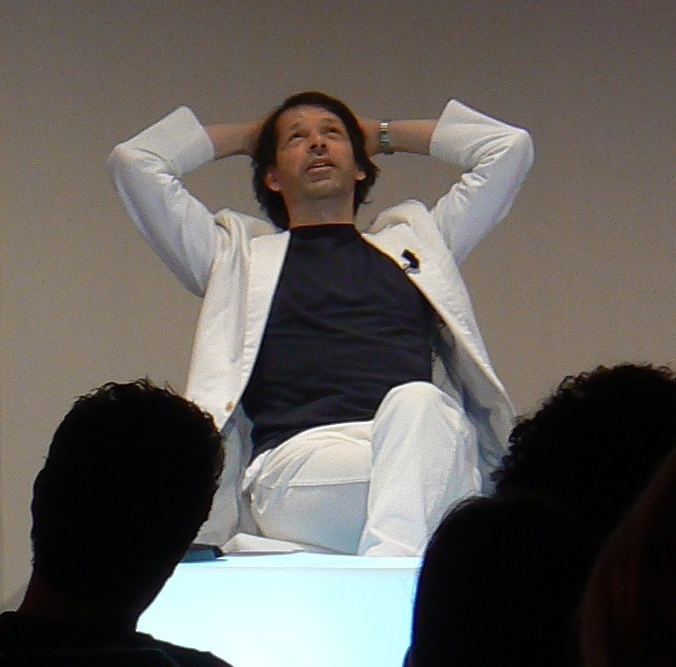

Peter Saville (Manchester, 9 oktober 1955) is een Brits grafisch ontwerper onder andere bekend van de albumhoes Unknown Pleasures (1979) van Joy Division, en voor de bands New Order en later Suede en Pulp.

## Biografie
Peter Saville is geboren in Manchester, Lancashire, en zat op het St. Ambrose College. Hij studeerde grafisch ontwerp aan het Manchester Polytechnic van 1975 tot en met 1978.
Saville kwam in aanraking met de muziekwereld nadat hij Tony Wilson ontmoette, een journalist en radiomaker. Hun ontmoeting had als gevolg dat Wilson hem de opdracht gaf voor het ontwerpen van de eerste poster voor Factory Records (FAC 1). Saville werd compagnon in Factory Records tezamen met Wilson, Martin Hannett, Rob Gretton en Alan Erasmus.
Sinds de jaren 80 van de vorige eeuw begeeft Saville zich met zijn ontwerpen in de modewereld. Hij werkte samen met de Japanse ontwerper Yohji Yamamoto en kreeg opdrachten van het modehuis Burberry.

## Hoesontwerpen van Saville (selectie)
- Joy Division – Unknown Pleasures, 1979
- Joy Division – Transmission, 1979
- Joy Division – Love Will Tear Us Apart, 1980
- Joy Division – Closer, 1980
- Martha and the Muffins – Metro Music, 1980
- The Monochrome Set – Strange Boutique, 1980
- Roxy Music – Flesh and Blood, 1980
- David Byrne and Brian Eno – My Life in the Bush of Ghosts, 1981
- Joy Division – Still, 1981
- New Order – Ceremony, 1981
- New Order – Movement, 1981
- Orchestral Manoeuvres in the Dark – Architecture & Morality, 1981
- Section 25 – Always Now, 1981
- Ultravox – Rage in Eden, 1981
- King Crimson – Discipline, 1981
- New Order – Temptation, 1982
- New Order – Blue Monday, 1983
- New Order – Power, Corruption and Lies, 1983
- Orchestral Manoeuvres in the Dark – Dazzle Ships, 1983
- Orchestral Manoeuvres in the Dark – Junk Culture, 1984
- New Order – Low-Life, 1985
- Peter Gabriel – So, 1986
- Wham! – Music from the Edge of Heaven, 1986
- New Order – Brotherhood, 1986
- New Order – Bizarre Love Triangle, 1986
- New Order – True Faith, 1987
- New Order – Substance, 1987
- Joy Division – Substance, 1988
- New Order – Technique, 1989
- New Order – Republic, 1993
- Suede – Coming Up, 1996
- New Order – Video 5 8 6, 1997
- Pulp – This Is Hardcore, 1998
- Gay Dad – Leisure Noise, 1999
- The Other Two – Super Highways, 1999
- Pulp – We Love Life, 2001
- New Order – Get Ready, 2001
- New Order – Waiting for the Sirens' Call, 2005
- Brett Anderson – Brett Anderson
- Orchestral Manoeuvres in the Dark – History of Modern, 2010
- New Order – Music Complete, 2015

- Bibsys: 9025098
- Bibliothèque nationale de France: cb14931040c (data)
- Gemeinsame Normdatei: 124780296
- International Standard Name Identifier: 0000 0000 7846 6119
- Library of Congress Control Number: no92031445
- MusicBrainz: e61408b0-767c-4dde-ad88-a052456efcfe
- Nationale Bibliotheek van Israël: 987007451350805171
- Nederlandse Thesaurus van Auteursnamen: 306196166
- RKD-Nederlands Instituut voor Kunstgeschiedenis: 284571
- SNAC: w6m93bpr
- Système universitaire de documentation: 12619646X
- Trove: 824881
- Union List of Artist Names: 500433803
- Virtual International Authority File: 75885026
- WorldCat: E39PBJyhfvt6G73fkRBpjMyjmd